# Johannes Wikström
Johannes Wikström, född 1804, död 1847, var en svensk grosshandlare i Valdemarsvik, hade en stor betydelse för ortens utveckling.

## Biografi
Wikström var son till Östen Wikström (1750-1807) och Maria Persdotter, född Ringborg, och han gifte sig 1825 med Anna Catharina Svensdotter (1804-1881), dotter till Sven Amundsson och hans hustru Anna Jonsdotter från Mossebo. Wikström ärvde en gård i Wammar och inköpte flera närliggande gårdar. Han var med om att uppföra flera av de förnämsta boningshusen i Valdemarsvik, såsom Strömsvik där han själv bodde. 
Wikströms affärsrörelse var av betydande omfattning med framför allt handel med spannmål och trävaror. Utskeppning skedde främst med egna fartyg och företrädesvis till tyska Östersjöhamnar.  Han var en av de ledande och drivande personerna som gjorde Valdemarsvik mera självständigt i administrativa och ekonomiska hänseenden. 
Wikström fick sex barn som nådde vuxen ålder: Johan Fredrik Edvard Wikström (1829-1879) gift med Ingeborg Johanna Bredberg (1835-1929); Maria Kristina Wilhelmina Wikström (1831-1910); Anna Fredrika Euphrosyne Wikström (1834-1914), gift med Sven Peter Forssberg (1821-1907); Lovisa Augusta Amalia Wikström (1839-1931); Emilia Johanna Paulina Wikström (1843-1926) gift med godsägare Magnus Julius Trysén (1841-1884), Sjönero; Hilda Karolina Josefina Wikström (1834-1889).
Wikström är begravd vid Ringarums kyrka. På gravvården står skrivet "Ädel och uppriktig. Redlig och verksam. Älskades han i livet, saknades han efter döden".